# Genevad/Veinge IF
Genevad/Veinge IF är ett fotbollslag i Laholms kommun. Bildades på slutet av 1990-talet genom hopslagning av byarna Genevad och Veinge fotbollslag. Hemmamatcher spelas i Veinge på Veinge IP. Herrlaget spelar nu (2018) i Division 4. Damlaget som är hopslaget med Lilla Tjärbys damlag till VGLT, spelar 2018 i division 4. Genevads damlag har fina traditioner när man på tidigt 1990-tal spelade så högt upp som i division 1.
Kända spelare från klubbarna: Jonas Axeldahl (Halmstads BK, Malmö FF, Italien, England, Ängelholms FF)-moderklubb Veinge IF. 
Anders Smith (Halmstads BK)-moderklubb Genevad IF. Joakim Wulff Laholms FK Falkenbergs FF IF Elfsborg Östers IF -moderklubb Veinge IF. Therese Brogårde (Djurgården-Älvsjö IF)-moderklubb Genevad IF. 
Isak Pettersson (Halmstads BK och IFK Norrköping)-moderklubb Genevad/Veinge IF